# まつトミ
まつトミは、宮城県仙台市を拠点とする女性お笑いコンビ。旧コンビ名、今野家なにもかにも（こんのや なにもかにも）。2000年結成。2016年4月より2021年12月末まで吉本興業所属、2022年1月よりフリーで活動。
ふたり合わせて120歳（2022年現在）。

## メンバー
- 『まつ』ことまっちゃん
ボケ担当。立ち位置は向かって左。
仙台市出身、本名：松本裕子、1964年5月9日生まれ[1][2]。

- 『トミ』ことトミちゃん
ツッコミ担当。立ち位置は向かって右。
茨城県那珂市出身、1960年11月23日生まれ[1]。

## 来歴
2000年1月9日から2012年12月9日まで東方落語一門「今野家なにもかにも」として活躍してきたが、干支を一巡りしたことを機に東方落語を卒業し、それぞれの本名から『まつトミ』とし、再スタートした。
2014年8月開催・第1回発掘おもしろ東北人にて最優秀賞。
2015年9月開催・みちのくNo. 1グランプリin仙台にて優勝。
M-1グランプリ2015に出場、一次予選通過（仙台）・二次予選（東京）敗退。
上記を経て、2016年4月よりよしもとクリエイティブ・エージェンシー所属となる。（～2021年）
介護漫才や、高齢化社会に食い込んだネタを得意とする。振り込め詐欺や、悪徳商法を撲滅するべく活動として、漫才を通して知ってもらえるようなネタ好評を得ている。また、昔話や童話などを漫才に仕立てあげ『漫才読み聞かせ』として子供たちからも喜ばれている。

## 出演
- 東方落語定期寄席 - レギュラー出演中
- 落語芸術協会主催・魅知国仙台寄席 - 準レギュラー出演
- 突撃!ナマイキTV - レギュラー出演
- ナマイキサタデー - レギュラー出演
- ダイバーシティメデイア山形 バイキングステーションMC
- KFB福島放送ヨジデス - アディーレ再現VTR出演中
- FMいずみ79.7㎒・第1・3・5水曜日 17：00～17：30放送『まつトミの！まっちゃんトミちゃん笑(ショー)』放送中
- 毎年『おなごすたぁず』開催 - 六華亭遊花・まつトミの3人の他に毎回スペシャルゲストを招き、女の人達の意味である『おなごすたぁず』というショーを開催
- エフエムいわぬま「まつトミのお達者ラジオ」第1・3木曜日 9:30-9:45(2017年9月末で放送終了)